# Tiszasziget
Tiszasziget è un comune dell'Ungheria di 1.726 abitanti (dati 2001). È situato nella contea di Csongrád-Csanád.